# Панах Али-хан
Панах Али-хан, Панах-хан (азерб. Pənah Əli xan; 1693 — 1763) — создатель и первый правитель Карабахского ханства, основатель ханской династии Джеванширов. При нём к Карабаху были присоединён Зангезур и поставлены в зависимость ханы Гянджи, Нахичевани, Эривани и Ардебиля, а также ликвидировано самоуправление армянских меликов (правителей) Нагорного Карабаха.
Обосновавшись в Нагорном Карабахе благодаря междоусобице среди местных армянских правителей, Панах-хан и его сын Ибрагим своими действиями вызвали массовый исход армянского населения из этого региона в конце XVIII века.

## Молодость Панаха
Как сообщает в своей «Истории Карабаха» (1850) Мирза Джамаль Джеваншир Карабахский, «род Панах-хана происходит от Дизакского Джеваншира из оймака Сарыджаллы, одной из ветвей племени Бахманлы, прибывшего в древние времена из Туркестана». После переселения в Персию он сумел получить незначительную должность при дворе шаха. Для исполнения этой должности не надо было обладать никакими достоинствами, кроме зычного голоса, чтобы в соответствии с обычаями этой страны оглашать на городских площадях шахские приказы. Панах обладал этим достоинством и стал шахским глашатаем. Его называли «джарчи» Панах. Он исполнял эту обязанность до тех пор, пока, совершив какое-то преступление, вынужден был бежать в родные края, дабы избежать смертного приговора. Как преступник он скрывался в степях Карабаха, ведя незаметную, бродячую жизнь. Раффи "Меликства Хамсы"IX . . Однако вскоре Надир казнил брата Панах-Али, Бегбуд-Али-Бека, найдя, что тот «не по нем выглядывает», и прогневался на самого Панаха, так что тот, боясь подвергнуться участи брата, в 1738 году с шестью своими сородичами, также находившимися на службе у шаха, бежал из Хорасана. Когда его бегство стало известно шаху, за ним были посланы гонцы, чтобы схватить его в дороге, но это им не удалось. Вступив в пределы Карабахского вилайета, он совместно со своими приближёнными то находился в горах Карабаха, то проживал в магале Кабала Шекинского вилайета. Согласно армянским источникам, он некоторое время служил сборщиком податей у дизакского мелика Алакули-султана Мелик-Исраэляна. Спустя два года стало известно, что он находится в Карабахе, и были посланы люди, чтобы схватить его. Панах-Али перешёл в Джаро-Белоканскую область к лезгинам и занялся разбоем: «Панах-хан, объединив вокруг себя многих удалых юношей из своих родственников и илатов <кочевников>, занимался грабежом в Ширванском, Шекинском, Ганджинском и Карабагском вилайетах». Грабежи обогатили его окружение, привязав его к удачливому главарю; щедрой раздачей скота Панах завоевал также авторитет среди рядовых кочевников, в то же время подчиняя недовольных «путём наказаний и убийств».

### Признание Панаха ханом Карабаха
В системе государства Сефевидов в XVI веке  было создано беглярбекство Карабаха с центром в Гяндже, которое в 1736 году было ликвидировано по приказу шаха Надира, а вместо него была сформирована  отдельная административная единица - ханство Гянджи.
В 1747 году в результате заговора был убит Надир-шах. Шахом стал его племянник (сын брата) Аликули-хан, под именем Адиль-шаха. В Иране начались смуты, в результате которых местные феодальные правители стали фактически самостоятельными. В частности, в Азербайджане и Закавказье образовалось два десятка ханств.
При известии о гибели Надира, Панах вновь появился в Карабахе с отрядом в 200 всадников. Тогда же, в Карабах вернулись племена отуз-ики, джеваншир и кебирли, которые при Надире были насильственно переселены в Хорасан. Вместе с ними к отцу в Карабах бежал из Хорасана и старший сын Панаха, 15-летний Ибрагим-Халил-ага.
Амир Аслан-хан Афшар, назначенный Адиль-шахом сардаром Азербайджана, отправил Панаху от своего имени коня, саблю и подарки, с тем чтобы он подчинился Адиль шаху. Панах-бек, видя, что сардар гораздо сильнее его и, в случае конфликта, может быть поддержан соседними ханами — врагами Панаха, отправил к нему послов с подарками и письмом с выражением покорности и верности власти Адиль-шаха. Удовлетворённый этим, Адиль-шах послал в крепость Баят (тогдашнюю резиденцию Панаха) указ о присвоении Панаху титула хана и назначении его правителем Карабаха и дары: драгоценный халат, коня с позолоченным седлом и саблю, украшенную драгоценными камнями. Сардар Амир-Аслан также послал ему подарки. Таким образом, Панах был официально возведён в достоинство хана. О грамоте упоминается в работе ханского мирзы (канцеляриста)  из того же племени Джеванширов Мирзы Джамала ''История Карабаха'', написанной почти 100 лет спустя, однако грамота пока  не найдена,что ставит под сомнение сам факт её существования.
Как грузинские цари, так и ханы Ширвана, Гянджи, Хоя и армянские мелики считали притязания Панаха на власть в Карабахе не легитимным, видя в нём лишь предводителя пришлого кочевого племени Джеванширов, чем и объясняется организованный в 1750 году поход против Панаха, однако безрезультатно завершившийся.

### Завоевания. Борьба с Шеки
В 1749 году Адиль-шах был убит Шахрух-мирзой (внуком Надира-шаха) и в Иране началась смута. Воспользовавшись этой смутой, Панах-Али решил завладеть Гянджинским, Эриванским, Нахичеванским ханствами. За короткое время он некоторых подчинил себе силой, а других — посредством писем, посланников, а также путём заключения родственных уз. В частности, правителем города Ардебиля он назначил Даргяхкули-бека сарыджалинского. По своему усмотрению он назначал потомков гянджинских ханов правителями, а неугодных смещал с должности. Сыновей ханов некоторых вилайетов приводил в крепость Шахбулаг и держал при себе в качестве заложников.
Одним из сильнейших ханств региона в это время считалось Шекинское ханство. Шеки, основанное талантливым руководителем Гаджи Челеби, стремилось подчинить себе все ханства Северного Азербайджана и тем самым восстановить государство Ширваншахов. Гаджи Челеби-хан со своим союзником, ширванским ханом, не желая усиления Панах-Али-хана, в 1748 году осадил крепость Баят. Целый месяц союзники безуспешно старались захватить центр Карабахского ханства. Не добившись успеха и понеся большие потери, шекинский и ширванский ханы отступили. Гаджи Челеби-хан был вынужден признать: «Панах-хан до сих пор был подобен серебру без чеканки. Мы же пришли отчеканили это (серебро) и вернулись обратно» (другой вариант: «Панах-Али был самозванцем, но я своим поражением утвердил его ханом»).

### Попытка основания столицы

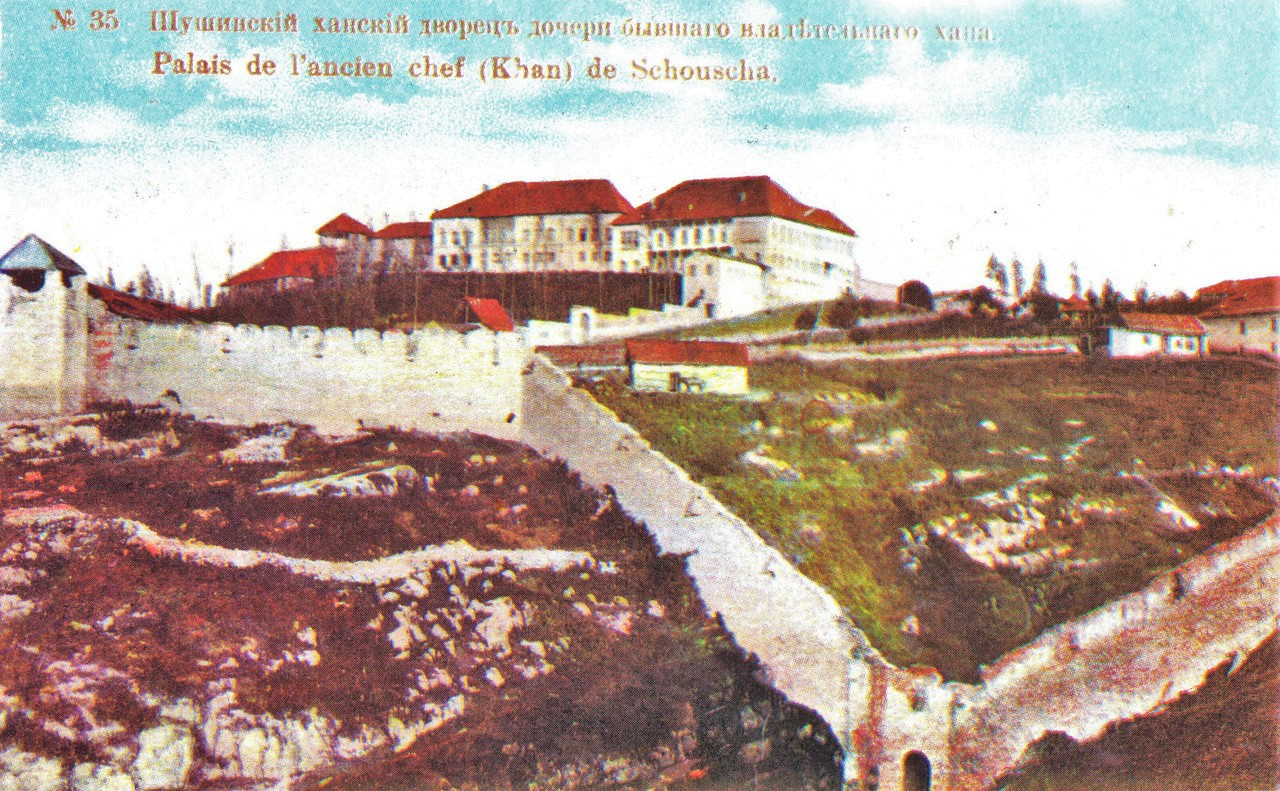
Дворец хана в Шуше

При создании ханства на территории Карабаха не было города подобного Тебризу, Ардебилю, Гяндже или Шемахе. Тогда как наличие таких политико-экономических центров имело большое значение для будущего развития ханств. Создание новых городов-крепостей можно считать большим военно-политическим успехом Панах-хана.
Первым шагом в созидательной деятельности Панах-Али-хана было строительство крепости Баят, построенная в 1748 году."….Географическое положение края было таково, что покрытые лесами горные склоны, прохладные долины, которые укрывали пастухов в летнюю жару, находились в руках армянских меликов, а джеванширцы кочевали по безводным, засушливым степям, тянущимся до берегов Куры. Панах-хан решил укрепиться где-нибудь в горах, Карабаха. Для осуществления его целей ему необходима была выгодная в стратегическом отношении позиция.
В начале он отправился в Баят и начал возводить здесь крепость. Однако мелик Гюлистана Овсеп Мелик-Бегларян и мелик Джраберда Алахкули-султан Мелик-Исраелян, объединившись с правителем Ширвана Хаджи Челеби, не позволили ему осуществить это предприятие. Затем он начал строить новую крепость — Аскеран — возле Шах-булаха, на развалинах Тарнакюрта (Тигранакерта) (1). Но мелик Гюлистана Овсеп, мелик Джраберда Алахкули и мелик Хачена Алахверди, решив, что эта крепость расположена в опасной близости от их владений, начали борьбу с Панах-ханом и вновь не позволили ему осуществить свой замысел.." Раффи « Меликства Хамсы» IX

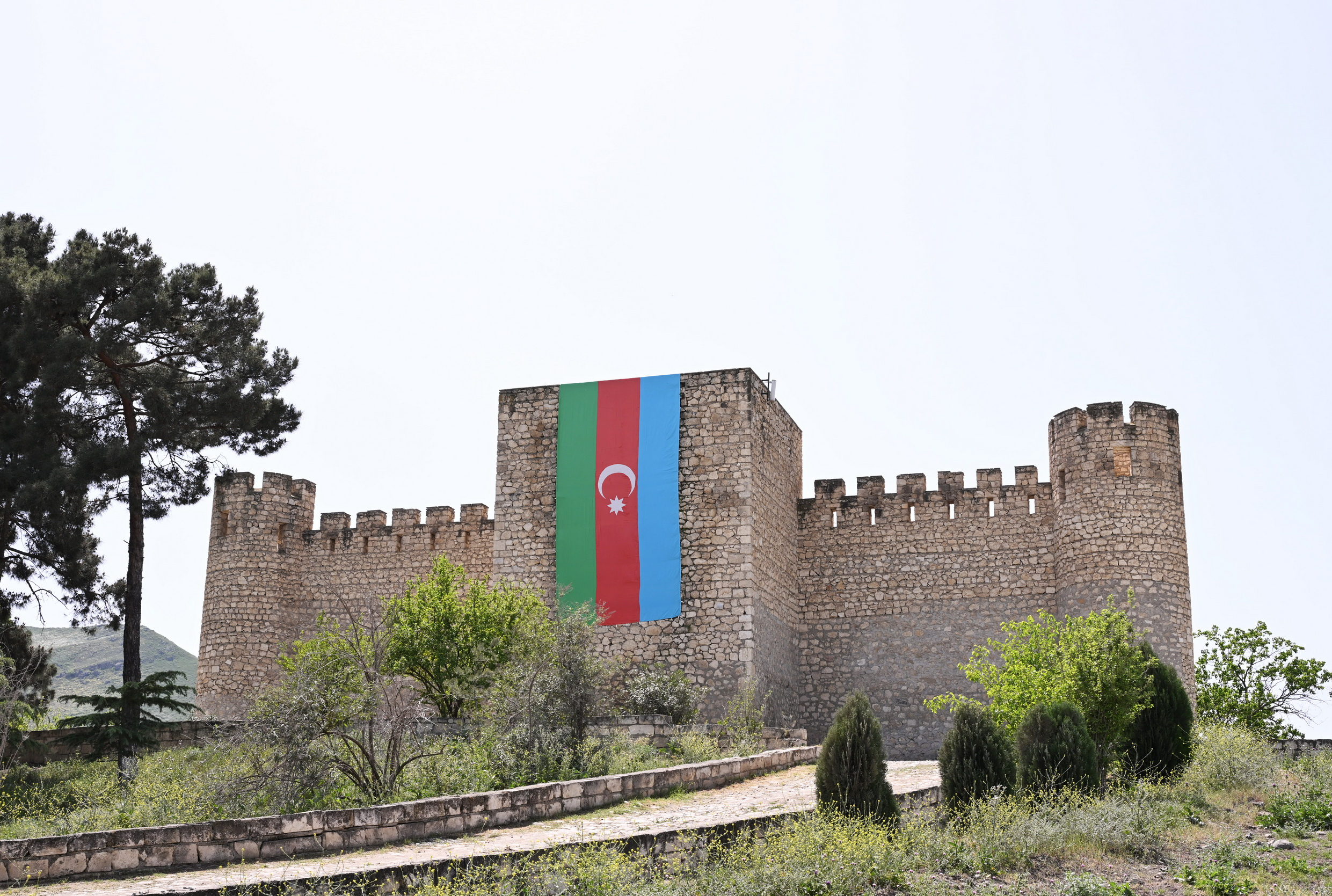
Крепость Шахбулаг

Битва около Баята продемонстрировала слабость этой крепости. Поэтому возникла необходимость в строительстве новой столицы. В 1751 году была построена новая крепость близ известного источника Шахбулаг, где из извести и камня были построены дома, мечети, бани и торговые ряды и на непродолжительное время сюда переносится центр всего ханства. В этот период Панах-хан завладел магалами Татев, Сисиан, Кафан и Мегри.
С усилением власти Мухаммеда Гасан-хана Каджара появляется новая угроза для Карабахского ханства. Этот фактор, а также усилившиеся распри между ханами, заставили Панах-хана заняться обороной своего государства. С этой целью он решил основать новый город-крепость. Так он высказался об этом на заседании Дивана в Шахбулаге:
Крепость мы должны построить на веки вечные, среди гор, в непроходимом, неприступном месте, чтобы даже самый сильный враг не смог осадить её. Дорога к крепости с одной стороны должны быть открыта илатами, которые будут находиться в горах, не должна быть прервана связь с магалами

## Карабах к середине XVIII века

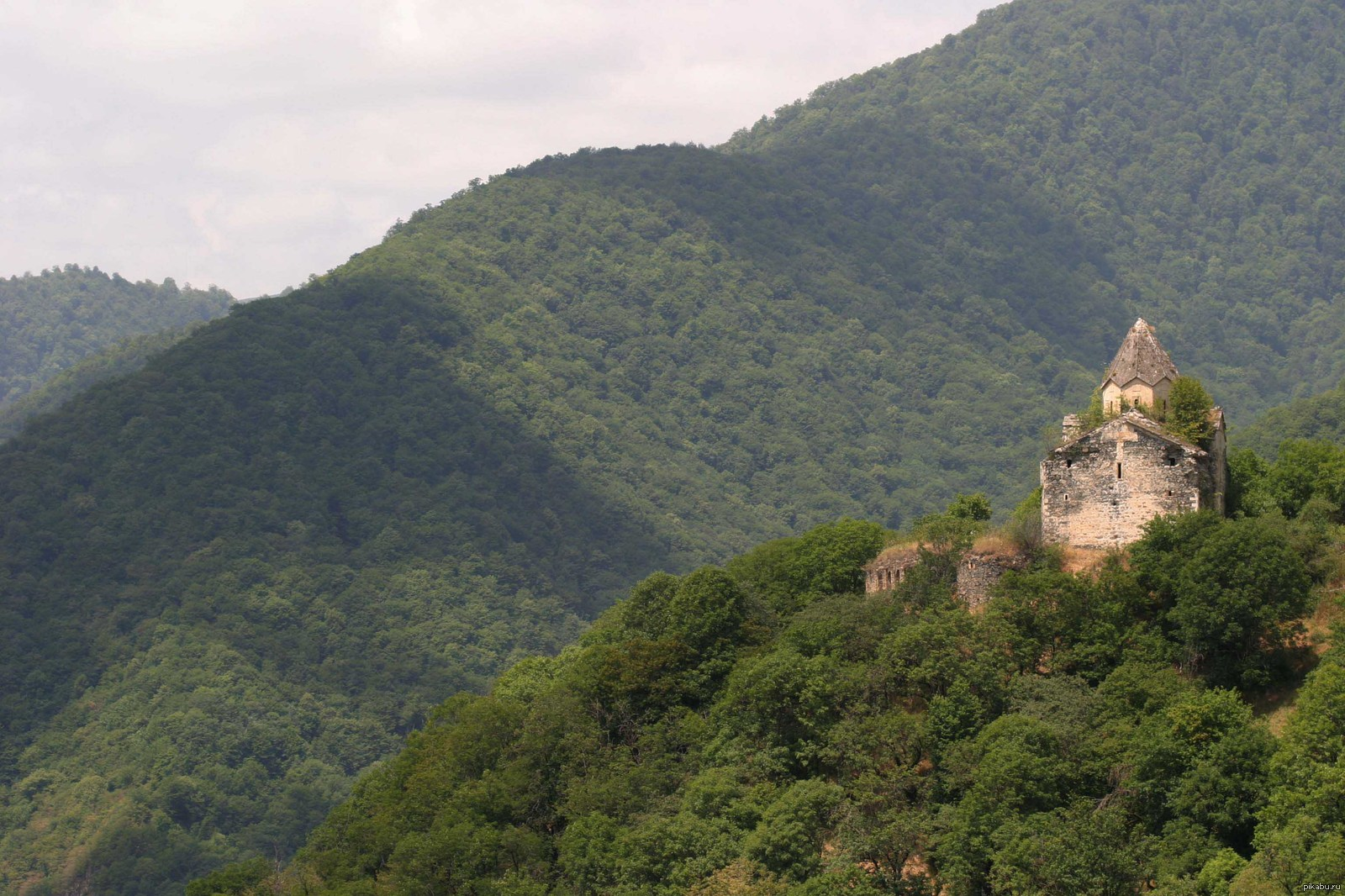
Армянский монастырь Ерек Манкунк, конец XVII века

В Равнинном Карабахе проживали тюркские племена джеваншир, кебирли, отуз-ики. В Нагорном Карабахе проживали армяне, которые управлялись пятью армянскими владетелями (меликами), а в духовном отношении — собственным католикосом, носившим древний титул католикоса Агванка (Албании) — одного из католикосатов Армянской апостольской церкви.
Карабаг есть страна лежащая между левого берега Аракса и правого реки Куры, выше Муганского поля, в горах. Главнейшие обитатели её - Армяне, управляемые наследственно 5 своими меликами или природными князьями, по числу сигнагов ила кантонов: 1,Чараперт, 2, Игермадар, 3,Дузах, 4, Варанд, 5, Хачен.

Документ, 1740-е гг.
Во главе этой области стояли шахские наместники, именовавшиеся беглярбеками, со столицей в Гяндже. Первым беглярбеком Карабаха, которого в 40-х годах XVI века назначил шах Тахмасиб I, был Шахверди-султан из рода Зиядоглы тюркской племени каджар, предки которых вместе с монгольскими завоевателями пришли в Иран из Средней Азии, после чего часть этих племён поселилась в Азербайджане при Тимуре и Мираншахе. Знать этого племени была наделена пастбищами и земельными угодьями в Карабахе. Власть Карабахского беглярбека распространялась на огромную территорию: от границ Грузии в районе моста Сынык-керпю (совр. Красный мост, Казахский район Азербайджана) до Худаферинского моста на реке Аракс (ныне в Джебраильском районе Азербайджана). Потомки Шахверди-султана были карабахскими беглярбеками с титулом хана до 1736 года, когда Надир-шах отнял у Зиядоглы пять армянских меликств Нагорного Карабага и некоторые другие территории, оставив ему только Гянджу с округом, чем он и его наследники владели до 1804 года. Районы же собственно Карабаха, были подчинены сердару Азербайджана (с резиденцией в Тебризе). На протяжении существования беглярбекства горы Карабаха оставались в руках армянских правителей, а низменности и предгорья входили в мусульманские ханства.

## Борьба с армянскими меликамиХамсы
При Сефевидах в границах Гянджинского беглярбекства были созданы армянские воеводства — меликства: Хачен, Джераберд, Гюлистан (Талыш), Варанда и Дизак (в X—XVI веках территория армянского феодального княжества Хачен), которыми владели соответственно династии Гасан-Джалалянов, Мелик-Исраелянов, Мелик-Беглерянов, Мелик-Шахназарянов и Мелик-Аванянов. Эти пять меликств, называемые в совокупности «Хамс» («пятёрка»), некоторое время находились в подчинении у Гянджинского беглярбека. Своё юридическое признание получили указом Шах Аббаса I в 1603 году.
Наряду с этим были и владетельные мелики — армяне в следующих округах […] в пяти округах Нагорного Карабага — Чараберд (Джраберт), Гюлистан, Хачен, Варанда и Дизак; эти пять карабагских армянских меликств обычно известны под общим именем «Хамсэй-и Карабаг» («карабагская пятерица»)
Согласно Мирзе Джамалу, после отражения осады Баята «Панах-хан задумал подчинить себе армянские магалы Хамсе». Для начала, Панах донёс Адиль-шаху на мелика Дизака Есаи, что тот не платит налоги, собирает сильное войско и замыслил мятеж. Против Дизака была послана карательная экспедиция во главе с ханом Карадага, к которой присоединился и Панах. Экспедиция потерпела полное поражение, но Панах продолжал воевать с Есаи ещё на протяжении семи лет.

Еще в то время, когда армянские магалы Хамсе не подчинялись ему /Панах хану/, он нашел целесообразным построить в удобном месте крепость среди илатов, с тем чтобы в случае похода окрестных ханов против него защитить в ней --- родственников, служащих, приближенных и знатных людей. 

Однако, вскоре у Панаха появился союзник среди самих меликов — мелик Варанды Шахназар II, которого Раффи называет «погубителем Карабаха». Он возглавил Варанду в результате братоубийства, после чего против него необъединились остальные четыре мелика: мелик Гюлистана Овсеп, мелик Джераберда Алахкули-султан, мелик Хачена Алахверди и мелик Дизака Есаи. В таком положении, Шахназар обратился за помощью к Панаху, признал его власть, выдал свою дочь за его сына Ибрагима и предложил ему построить в Варанде крепость, которая бы стала его столицей, указав для неё подходящее место.
Российский документ середины XVIII века сообщает:

Крепчайшее по местоположению селение здесь Шуша. Оно принадлежало мелику Шахназару варандинскому, который, поссорясь с другими двумя меликами Адамом (или Атамом) тарапертским и Юсупом (или Иосифом) игермидортским, союзными между собою издревле, вошел в союз с Фона-Ханом (Пена-Ханом), не знатным владетелем кочующего близ Карабага Чаванширского (или Шаваншорского) татарского народа, по смерти Надыра; уступил ему Шушийскую деревню и, сделавшись ему с своим сигнахом покорным, соединенно с ним 20 лет вел войну с оными своими неприятелями, двумя меликами.

В 1751 году на высокой обрывистой горе началось строительство крепости, получившей поначалу название Панахабад, впоследствии она стала называться Шуша. ''
Новый центр Карабахского ханства был окружён скалами, высокими стенами и сильно укреплён.  Опираясь на неприступную столицу Шушу карабахский хан начал подчинять себе соседние земли.
Не прошло и года после строительства новой крепости, как на Карабахское ханство напал Мухаммед Гасан-хан, один из главных претендентов на шахский престол в Персии. Не решившись на осаду сильной крепости, Каджар со своими войсками целый месяц простоял вдали от Шуши, в местности Хатун-архи, ибо «не смог с таким крупным войском даже приблизиться к окрестностям крепости».  Встретив отпор и получив известие из Ирана о начале новой борьбы за шахский престол, Каджар покинул пределы Карабаха. Его отступление было столь поспешным, что он даже бросил свои пушки.

### Подчинение Хачена и Дизака
Объединившись, Панах и Шахназар выступили против хаченского мелика Алахверди. Согласно азербайджанской традиции, Панах разгромил его в трёхдневном сражении, и взял его крепость, после чего потерявший 300 человек Алахверди сдался на милость победителя, а Панах соорудил на месте победы памятник.".. Мы знаем, что, когда мелик Шахназар убил своего брата мелика Овсепа и силой завладел княжеством Варанда, один из детей покойного, спасённый своей кормилицей, был спрятан в доме его дяди в Хачене. Дядей ребёнка был мелик Алахверди Хасан-Джалалян. Понимая, что со временем, ребёнок подрастёт и с помощью своих дядей отомстит ему за убийство отца, мелик Шахназар решил уничтожить как ребёнка, так и его дядей. Тщеславный мелик преследовал свои цели, однако его интересы совпадали с интересами Панах-хана, так как он намеревался после уничтожения меликства Хачен взять власть над княжеством в свои руки. Мелик Алахверди жил в собственной крепости, которая по имени одного из его предков называлась крепостью Улу-папа.* Он был известен как храбрый и непобедимый воин. Когда Панах-хан, объединившись с меликом Шахназаром, выступил против него, мелик Алахверди учинил им такой разгром, что оба союзника едва сумели спастись, скрывшись в крепости Шуши...." Раффи " Меликства Хамсы"XI
Согласно же армянской традиции, Аллахверди, наоборот, наголову разгромил Панаха и Шахназара. Не сумев одолеть Аллахверди в открытом бою, Панах захватил его с помощью подкупленного изменника (Мирзахана); Аллахверди был казнён, вся его семья вырезана, а Мирзахан назначен меликом Хачена, с правом чеканить ханскую монету (панахабад). Вскоре после этого погиб самый сильный из оставшихся меликов, Аллахкули-султан Джерабердский. Он был вероломно схвачен во время встречи с Панахом в Амарасском монастыре и казнён (Мирза Джеваншир утверждает, что он перед тем признал власть Панаха; наоборот, согласно Раффи, он вёл переговоры в качестве представителя союзных меликов)."... После этих событий война между Панах-ханом и меликами-союзниками ещё более ожесточилась. Мелик Варанды Шахназар и мелик Хачена Мирзахан оставались, как и прежде, верны заклятому врагу армян, помогая ему не только своими советами, но часто и войсками. Но несмотря на это, остальные мелики (мелик Гюлистана Овсеп, мелик Джраберда Атам и мелик Дизака Есаи) постоянно теснили Панах-хана, а его крепость Шуши держали в непрерывной осаде.
До сих пор в народе Карабаха рассказывается о том, как Тюли-Арзуман, Дали-Махраса и Чалаган-юзбаши целых семь лет не позволяли ни одному тюрку пройти через Мази камурдж в Джраберд и Гюлистан*. Память о трёх упомянутых героях жива в народе и сегодня..." Раффи "Меликства Хамсы"XII.  После этого окрылённый успехом Панах написал Овсепу Гюлистанскому письмо с требованием подчиниться; сын мелика, Беглар, угрожая саблей заставил ханского посла съесть это письмо, сказав затем: «Теперь возвращайся, и пусть результат того, что ты съел здесь, будет ответом Панах-хану». Джераберд возглавил брат казнённого, Атам (Хатам), который продолжал воевать против Панаха Согласно Мирзе Джамалю Джеванширу, хан долгое время не мог ничего поделать из-за неприступности Джерабердской крепости; однако после того, как Панах-Али-хан уничтожил все посевы в округе и взял Джерабердскую крепость в кольцо блокады, осаждённые были вынуждены бежать в Гянджу и в течение семи лет они жили в Гянджинском вилайете и (Шамкурском) магале. Однако армянская традиция излагает события совершенно иначе. Согласно Раффи, Атам и Овсеп начали искать союзников против Панаха и прежде всего обратились к Фатали-хану Афшару.
Затяжной характер носила и борьба карабахского хана с меликом Дизака. Мелик Есаи переселил большую часть подвластного ему населения в укреплённое селение Туг, где находились вооружённые отряды Дизака, численностью до трёх тысяч человек. Попытка штурма Туга закончилась ранением Панаха и его отсутплением. В следующем году Панах вновь попытался напасть на Есаи, однако в результате «был разбит наголову, и Мелик Исаи-бек начал его преследовать, разоряя все встречавшееся ему на пути». Только новый штурм укреплений мелика Есаи принёс успех Панах-Али-хану. Разбитый дизакский мелик, «видя все критическое своё положение, особенно же недостаток в продовольствии, и потеряв всю надежду получить какую-либо помощь, решился просить мира». По приказу Панах-Али-хана мелик Есаи был лишён имущества и переселён со своим семейством в крепость Шушу. Были приняты и другие меры безопасности. В частности, все жители селения Туг были насильно переселены карабахским ханом в другие места ханства.
Таким образом в результате междоусобиц между армянскими меликами, Панах хан, впервые за всю историю установил тюркскую власть над Нагорным Карабахом.

### Походы Фатали-хана и Теймураза
В результате междоусобицы в Иране стал стремительно расти правитель Урмии Фатали-хан Афшар. В союзе с правителем Хоя Шахбаз-хан Думбули он за относительное короткое время сумел объединить весь Южный Азербайджан, за исключением Ардебиля и Маку. Теперь его взор был направлен в сторону северных ханств Азербайджана. Перед этими ханствами появилась угроза потери своих владений. Основной удар Фатали-хана принял правитель Карабаха Панах-Али.
В 1759 году Фатали-хан Афшар подошёл к Шуше и осадил её при помощи Атама и Овсепа. Между ним и армянскими меликами был заключён договор, согласно которому в случае победы Фатали-хан получает право разграбить Шушу, тогда как Панах и Шахназар должны быть выданы меликам. Однако, Панах-Али решил договориться с Фатали-ханом и отправил своего старшего сына Ибрагим-Халил-агу с двумя-тремя старостами в лагерь Фатали-хана, предложив 10 тысяч туманов и признав вассальную зависимость от Фатали. В нарушения договора с меликами, Фатали удовлетворился этим и снял осаду, взяв с собой Ибрагима в качестве заложника.
Обманутые в своих ожиданиях, Атам и Овсеп обратились к грузинскому царю Теймуразу, который и вторгся в Карабах. Панах был разгромлен на реке Каркар и пленён при бегстве; вскоре после этого была взята и крепость Аветаронц, в которой укрылся Шахназар. Теймураз, однако, тянул с выдачей пленников меликам, и те заподозрили, что он, подобно Фатали, хочет обмануть их и отпустить пленников за выкуп. Тогда мелики обратились уже к правители Ширвана Гаджи Челеби, и совместно с ним выступили против Теймураза, взявшего Гянджу. В сражении, произошедшем в местности Шейх Низами (у мавзолея Низами) Теймураз был разгромлен, а пленённый им правитель Гянджи Шахверди-хан освобождён. Однако заполучить Панаха и Шахназара мелики таки не сумели, потому что они ещё раньше были освобождены Теймуразом.

### Подчинение Гюлистана и Джераберда
Атам и Овсеп ещё некоторое время вели войну против Панаха, но, по выражению Мирзы Джеваншира, «наконец после убийств, грабежей и прочих необходимых мер, предпринятых ханом, покорились и они». Шахверди-хан Гянджинский вызвался быть посредником и примирить меликов с Панахом. По условиям соглашения, Панах-хан признавался меликами правителем Карабаха, но без права вмешиваться в дела меликов и их подданных; решение о войнах с внешними врагами должно было приниматься при всеобщем согласии, и Панах не имел права самостоятельно вступать в войну; налоги, собираемые в армянских меликствах, должны употребляться для местных нужд; Панах-хан не должен был пытаться расширять свои владения в Карабахе и т. д.. Впоследствии Ибрагим-хан, усилившись, перестал соблюдать этот договор, и меликства попали в полную зависимость от хана. Комментируя эти события царь Грузии Ираклий II писал:
«Хамс (Карабах) составляет владение и во оных сем воеводских правленей, народ весь армянского закона, в том владении находится армянской патриарх… один человек (Панах Али), закону магометанскаго и от народа жаванширскаго, принял силу; среди того правления, Хамсы, состоит старинная крепость, которая им обманом взята… и армяне хамские к воинству весьма храбры; а как в показанных семи частях воеводы между собоя несогласны, то по такому их не согласию жаваншарами под свою власть приведены».
В результате успешных военных и политических действий Панах-Али-хана его верховенство признали ханы Эривани, Нахичевани, Гянджи, Карадага и Ардебиля. Территория Карабахского ханства значительно расширилась.

## «Ширазский пир»

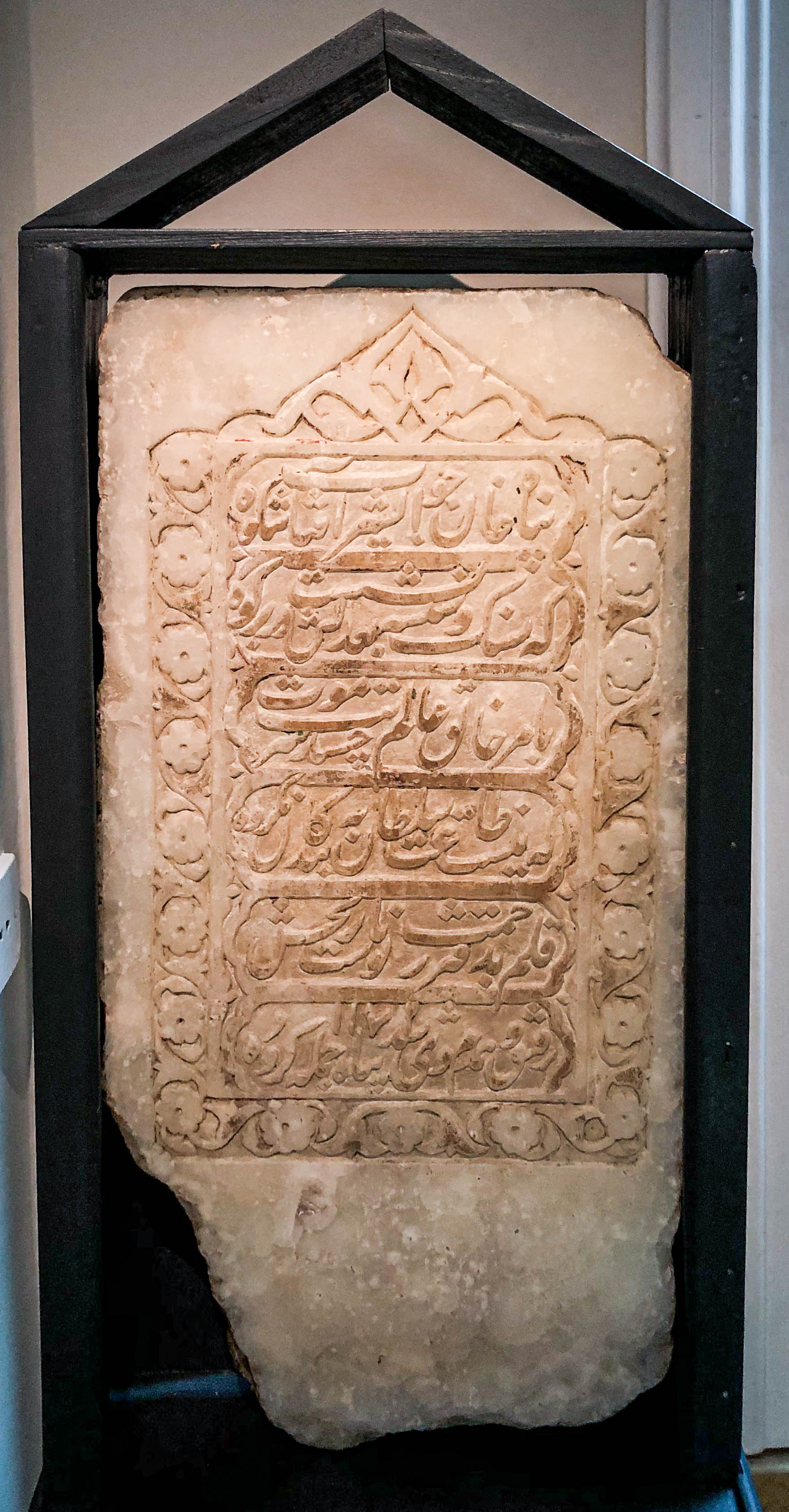
Надгробный камень Панах Али-хана в Музее истории Азербайджана

Вскоре в Иране власть захватил Карим-хан Зенд, который предпринял наступление против урмийского Фатали-хана; к нему охотно присоединился и Панах, который «всегда искал случай уничтожить Фетали-хана». Союзникам удалось одержать победу. Находившийся в заложниках Ибрагим-Халил-ага был освобождён, и с дорогими подарками а, главное, с шахским фирманом на правление ханством, отправлен в Карабах. Панах-Али был приглашён на «Ширазский пир».
Керим хан приказал отправить Фатали хана вместе с семьёй в Ширазе. Он не отпустил союзных ханов, взяв их с собой для участия в праздничных церемониях. Среди гостей были Панах-Али, карадагский Кязим-хан, хойский Шахбаз-хан и др. Вскоре Фатали-хан был убит.
Как писал Абдулразаг Думбули:
У него (Керим хана) возникла такая мысль, чтобы разместить в подобном раю Ширазе правителей различных городов, с тем, чтобы отвлечь их всевозможными делами от интриг и под всякими предлогом дать им деньги, чтобы они от нужды не думали о всяких уловках и не посмели бы готовиться к сражению. Поэтому он превратил дом науки в дом разгула. Были подготовлены места для проведения совместных утех и праздников
Однако «гости» вскоре разгадали все планы Керим хана и всеми способами старались покинуть Шираз. Там через некоторое время скончался и хан Карабаха Панах-Али Джаваншир. Мирза Джамал писал:
Панах-хан пробыл короткое время в городе Ширазе, являвшемся столицей Керим-хана. (Наконец), настал (его) смертный час, и он приобщился к милости божьей в Ширазе. Труп его с большими почестями доставили в Карабаг и предали земле в его собственном поместью, ныне известном под названием Агдам.
Однако, Раффи излагает обстоятельства смерти Панаха иначе: по его словам, Панах, надеясь выбраться из Шираза, притворился мёртвым; однако Керим-хан, разгадав хитрость, послал к мнимому мертвецу бальзамировщиков, которые его заживо выпотрошили.
…Необходимо сказать несколько слов о смерти Панах-хана.
Мы знаем, что Фатх Али Афшар, объединившись с армянскими меликами, воевал против Панах-хана и, победив его, забрал его сына Ибрагим-агу с собой в Персию заложником. Этот Фатх Али-хан впоследствии воевал с Аскар-ханом (братом Карим-хана Зенда) и убил его. Когда Карим-хан усилился и покорил многие области Персии, он решил отомстить Фатх Али-хану за убийство брата. Возвращаясь из Шираза, он осадил крепость Фатх Али-хана Урмию (1762) и, схватив его, отправил в Шираз. Тогда же Карим-хан освободил сына Панах-хана Ибрагим-агу, содержащегося в той же крепости, и также взял с собой в Шираз.
Панах-хан, прослышав об этом, с богатыми дарами отправился в Персию к Карим-хану, надеясь получить своего сына. Два года он оставался в Ширазе, но, видя, что сына не возвращают и его самого не отпускают, затеял с присущей ему хитростью игру, чтобы спастись хотя бы самому. Так как Карим-хан, считавший себя правителем всей Персии, не хотел ради мира в стране отпускать возмутителя спокойствия в Карабахе, Панах-хан притворился мертвым и был положен в гроб. Люди Панах-хана, обратившись к Карим-хану, попросили разрешить исполнить волю покойного — отвезти его тело на родину и похоронить там. Карим-хан разгадал хитрость. «Я должен, — сказал он, — с честью похоронить усопшего… И чтобы тело в пути не провоняло, надо бальзамировать его».
По приказу Карим-хана палачи выпотрошили внутренности живого покойника, как обычно делается при бальзамировании трупов, а затем вручили его людям со словами: «Теперь можете везти». Тело Панах-хана было перевезено в Карабах.

Такой смертью умер Панах-хан (1763). После этого Карим-хан, предполагая, что сын будет служить Персии более преданно, чем его коварный отец, пожаловал ему титул хана и послал в Карабах. Ибрагим-ага стал Ибрагим-ханом и сменил своего отца…

## Комментарии
1. ↑  «Со своей стороны, карабахский хан Ибрагим начал принимать превентивные меры — убийства и заточение меликов в тюрьмы, разорение страны и пр. Результатом были массовое бегство армян и депопуляция Карабаха в конце XVIII в.

Таким образом, во второй половине XVIII в. состав населения Карабаха резко изменился. Мусульманские (курды) и тюркские племена, которые обитали на окраинах Карабаха с XI—XII вв., в середине XVIII в. получили доступ к горным районам и впервые стали заселять Шушу. В то же время к концу XVIII в. Нагорный Карабах покинула значительная часть его армянских обитателей[7]».
2. ↑  «Importantly, disunion amongst the five princes allowed the establishment of a foothold in mountainous Karabakh by a Turkic tribe around 1750. This event marked the first time that Turks were able to penetrate the eastern Armenian highlands…[8]»
3. ↑  «Есай (Исайя) Хасан-Джалалян происходил из знатной армянской фамилии наследственных меликов округа Хачен в нагорной части Карабага, населенной армянами; предок этой фамилии Хасан-Джалал был князем хачена в период монгольского завоевания, в XIII в. При кызылбашском владычестве Хасан-Джалаляны сохранили своё положение меликов хаченских[20]»
4. ↑  «The special “Albanian” patriarchate of the Armenian church formed the link between the two banks[21]».
5. ↑  «Надир-шах счел нужным ослабить фамилию Зийяд-оглы, отделив от её владений земли пяти меликов Нагорного Карабага и кочевых племен Мильско-Карабагской степи, а также Зангезур. Все эти земли были подчинены непосредственно брату Надир-шаха Ибрахим-хану[23]»
6. ↑  «Тюркские племена афшар и каджар пришли из Средней Азии вместе с монгольскими завоевателями в Иран, в разных местностях которого поселения афшаров и каджаров были разбросаны; в Азербайджане часть этих племен была поселена при Тимуре и Мираншахе[24]».
7. ↑  «При персидской династии Сефевидов Карабах являлся одной из провинций (бегларбекство), где низменности и предгорья входили в мусульманские ханства, а горы оставались в руках армянских правителей. Система меликств окончательно сложилась в Нагорном Карабахе в годы правления шаха Аббаса I (1587—1629) в Персии. Тогда персидские власти, с одной стороны, поощряли армянских меликов к активным действиям против Османской империи, а с другой, пытались ослабить их, отделив их от основных армянских территорий путём переселения курдских племен в район, расположенный между Арцахом и Сюником. Тем не менее, в XVII—XVIII вв. пять армянских меликств Карабаха составляли силу, с которой приходилось считаться их могущественным соседям. Именно эти горные районы стали тем центром, где возникла идея армянского возрождения и образования независимого армянского государства. Однако борьба за власть в одном из меликств привела к междоусобице, в которую с выгодой для себя вмешалось соседнее кочевое племя сарыджалы, и в середине XVIII в.власть в Карабахе первый раз за всю его историю досталась тюркскому хану[6]»
8. ↑  «Воспользовавшись междоусобиями среди пяти армянских меликов нагорной части Карабага, Панах-хан поддержал одного из них, мелика Варанды Шах-Назара, и, с его помощью, подчинил себе всех армянских меликов и сделал их своими вассалами[30]».
9. ↑  «После гибели Надир-шаха и развала Иранского государства (1747), тогдашний глава племени Панах-хан джеваншир, сын Ибрахим-хана, провозгласил себя независимым ханом Карабага. Воспользовавшись междоусобиями среди пяти армянских меликов нагорной части Карабага, Панах-хан поддержал одного из них, мелика Варанды Шах-Назара, и, с его помощью, подчинил себе всех армянских меликов и сделал их своими вассалами[39]».
10. ↑  «In the following year Taymurazi took Shahverdi-Khan of Ganja under his protection; and defeated the truculent Sharji-Panah, a town crier fugitive from Persia, who had put himself at the head of the Jevanshir Turkomans and who was tyrannizing the Armenian meliks of Karabagh[40]».